# Boy Meets Maria
Boy Meets Maria (ボーイミーツマリア Bōi miitsu Maria?) es un manga de género shōnen-ai ilustrado y escrito por Peyo, pseudónimo utilizado anteriormente por el mangaka Kōsei Eguchi. Fue publicado por Canna Comics, sello editorial de Printemps Shuppan, en noviembre de 2018.
La obra describe la relación entre dos estudiantes de secundaria miembros del club de teatro y, si bien el manga sigue los términos generales del género yaoi, el relato trata temas como el transgénero y se centra en la aceptación de la propia identidad sexual; y a través de ello en la superación personal y la aceptación social.

## Sinopsis
La obra describe la relación entre un estudiante de secundaria bastante inocente, Taiga Hirosawa, que siempre ha querido ser como los héroes que le fascinaban durante su infancia, y Yū Arima, otro estudiante del mismo curso, miembro del club de teatro. Taiga, quien acaba de entrar en el instituto, se enamora a primera vista de la que es conocida habitualmente en el club como la "Virgen Maria", una chica que forma parte de un grupo de baile y es la estrella del club de teatro. Hirosawa acaba tan enamorado que decide declararle su amor a Maria, pidiéndole que se convierta en la heroína de su vida, pero cuando lo hace acaba descubriendo que Maria en realidad es un hombre.

## Publicación
La obra se publicó primero en la revista BL Anthology Canna, de la editorial Printemps Shuppan. Posteriormente fue lanzada al mercado en Japón en formato tankōbon, el 28 de noviembre de 2018 y, posteriormente, en formato electrónico el 5 de diciembre del mismo año. El manga está incluido en el catálogo de Canna Comics, sección y sello editorial especializado en mangas BL de la compañía France Shoin Inc. Posteriormente, el manga fue licenciado en España por la editorial Milky Way Ediciones.